# DaQuan Jones
DaQuan S. Jones (Johnson City, 17 dicembre 1991) è un giocatore di football americano statunitense che gioca nel ruolo di nose tackle per i Buffalo Bills della National Football League. Scelto nel corso del quarto giro (112º assoluto) del Draft NFL 2014, in precedenza aveva giocato a football per i Nittany Lions della Pennsylvania State University.

## Carriera universitaria
Dopo aver giocato a football per la Johnson City High School, ai tempi della quale schierato come offensive guard ricevette tre stelle dal sito di scouting Rivals.com che lo classificò anche come 2º miglior prospetto a livello statale nel ruolo di offensive lineman, Jones decise di giocare per la Pennsylvania State University.
All'inizio della sua carriera collegiale, Jones era inizialmente pronosticato per essere inserito tra i redshirt (coloro che possono allenarsi ma non disputare incontri ufficiali), ma le sue prestazioni in allenamento convinsero il coaching staff a tenerlo comunque a roster. Convertito da guardia a defensive tackle, egli debuttò nella gara di settimana 5 persa dai Nittany Lions per 24-3 in casa di Iowa, disputando poi i restanti 8 incontri incluso l'Outback Bowl anch'esso perso da Penn State 37-24 contro Florida, nel quale mise a referto 2 tackle incluso un sack per una perdita di 4 yard. Nel 2011 continuò ad essere impiegato come defensive tackle riserva, disputando comunque tutti gli incontri ufficiali nei quali mise a referto 8 tackle. L'anno seguente ebbe invece un ruolo di maggior peso all'interno della squadra che chiuse al secondo posto nella Big Ten Conference e al 16º a livello nazionale per punti subiti in media a partita (19,1), scendendo in campo 11 volte come titolare. Egli contribuì alla causa con 22 tackle, di cui 2 con perdita di yard e mezzo sack, un fumble forzato ed un passaggio deviato. Prima dell'inizio della stagione 2013, per acquisire una rapidità maggiore, egli seguì una dieta al termine della quale aveva perso circa 11 chilogrammi. Gli sforzi fatti alla fine pagarono, visto che chiuse la stagione con 56 tackle e 3 sack, guidando Penn State con 11,5 tackle con perdita di yard che gli valsero a fine stagione l'inserimento nel First-team All-Big Ten.

## Carriera professionistica

### Tennessee Titans
Considerato uno dei migliori defensive tackle disponibili al Draft NFL 2014 (era pronosticato per esser scelto nel 2º giro), il 10 maggio fu invece selezionato al 4º giro come 112º assoluto dai Tennessee Titans. Il 15 maggio 2014 firmò con la franchigia del Tennessee un contratto quadriennale. Debuttò come professionista subentrando nella gara della settimana 4 contro gli Indianapolis Colts e concluse la sua prima stagione con sette presenze (di cui una come titolare) con 8 tackle e un sack.

### Carolina Panthers
Il 20 aprile 2021 Jones firmò un contratto di un anno con i Carolina Panthers.